# ディアナ (小惑星)
ディアナ (78 Diana) は、小惑星帯に位置する小惑星の一つ。炭素化合物に富むC型小惑星である。古在由秀はかなり小規模な小惑星族を代表する小惑星としている。
1865年3月15日にドイツの天文学者、ロベルト・ルター (Karl Theodor Robert Luther) により発見された。ローマ神話の狩りの女神ディアーナにちなみ命名された。